# Transportgeschwader 1
La Transportgeschwader 1 (TG 1) (1er escadron de transport) est une unité de transport aérien de la Luftwaffe pendant la Seconde Guerre mondiale. 

## Opérations
Le TG 1 a mis en œuvre principalement des avions Junkers Ju 52, mais aussi des avions italiens Savoia-Marchetti SM.75, SM.81 et SM.82.

## Organisation

### Stab. Gruppe
Le Stab./TG 1 est formé en mai 1943 à partir du Stab/KGzbV 1.

Il est dissous le 30 septembre 1944.

Geschwaderkommodore (Commandant de l'escadron) :
| Début     | Fin               | Grade  | Nom          |
| --------- | ----------------- | ------ | ------------ |
| Mai 1943  | Août 1943         | Oberst | Adolf Jäckel |
| Août 1943 | 30 septembre 1944 | Oberst | Josef Kögl   |

### I. Gruppe
Formé en mai 1943 à partir du I./KGzbV 1 avec :
- Stab I./TG 1 à partir du Stab I./KGzbV 1
- 1./TG 1 à partir du 1./KGzbV 1
- 2./TG 1 à partir du 2./KGzbV 1
- 3./TG 1 à partir du 3./KGzbV 1
- 4./TG 1 à partir du 4./KGzbV 1

Les 3. et 4./TG 1 sont dissous le 30 septembre 1944.

Gruppenkommandeure (Commandant de groupe) :
| Début           | Fin             | Grade | Nom           |
| --------------- | --------------- | ----- | ------------- |
| Mai 1943        | 15 octobre 1943 | Major | Meass         |
| 15 octobre 1943 | 8 mai 1945      | Major | Oskar Schmidt |

### II. Gruppe
Formé en mai 1943 à partir du II./KGzbV 1 avec :
- Stab II./TG 1 à partir du Stab II./KGzbV 1
- 5./TG 1 à partir du 5./KGzbV 1
- 6./TG 1 à partir du 6./KGzbV 1
- 7./TG 1 à partir du 7./KGzbV 1
- 8./TG 1 à partir du 8./KGzbV 1

Le II./TG 1 est dissous le 4 septembre 1944.

Gruppenkommandeure :
| Début           | Fin              | Grade     | Nom            |
| --------------- | ---------------- | --------- | -------------- |
| Mai 1943        | 15 février 1944  | Hauptmann | Gerhard Dudeck |
| 15 février 1944 | 4 septembre 1944 | Major     | Heinz Klamke   |

### III. Gruppe
Formé en mai 1943 à partir du III./KGzbV 1 avec :
- Stab III./TG 1 à partir du Stab III./KGzbV 1
- 9./TG 1 à partir du 9./KGzbV 1
- 10./TG 1 à partir du 10./KGzbV 1
- 11./TG 1 à partir du 11./KGzbV 1
- 12./TG 1 à partir du 12./KGzbV 1

Le III./TG 1 est dissous le 4 septembre 1944.

Gruppenkommandeure :
| Début         | Fin              | Grade     | Nom                |
| ------------- | ---------------- | --------- | ------------------ |
| Mai 1943      | Juin 1943        | Major     | Walter Hornung     |
| Juin 1943     | 6 juillet 1943   | Major     | Siegfried Hagena   |
| Août 1943     | Décembre 1943    | Hauptmann | Franz Stipschitsch |
| Décembre 1943 | 4 septembre 1944 | Major     | Fridolin Fath      |

### IV. Gruppe
Formé en mai 1943 à partir du IV./KGzbV 1 avec :
- Stab IV./TG 1 from Stab IV./KGzbV 1
- 13./TG 1 from 13./KGzbV 1
- 14./TG 1 from 14./KGzbV 1
- 15./TG 1 from 15./KGzbV 1
- 16./TG 1 from 16./KGzbV 1

Le IV./TG 1 est dissous le 30 janvier 1945.

Gruppenkommandeure :
| Début        | Fin          | Grade     | Nom                  |
| ------------ | ------------ | --------- | -------------------- |
| Mai 1943     | ?            | Hauptmann | Kurt Schneidenberger |
| Mars 1944    | Avril 1944   | Hauptmann | Penkert              |
| 1er mai 1944 | Janvier 1945 | Major     | Karl-Heinz Schütte   |